# Космос-257
Космос-257 је један од преко 2400 совјетских вјештачких сателита лансираних у оквиру програма Космос.
Космос-257 је лансиран са космодрома Плесецк, СССР, 3. децембра 1968. Ракета-носач Р-12 Двина (8К63, НАТО ознака SS-4 Sandal) са додатим степеном је поставила сателит у орбиту око планете Земље. Маса сателита при лансирању је износила 400 килограма. Космос-257 је био сателит намијењен за војно и научно истраживање.